# István Dolp
István Dolp (15 september 1970) is een voormalig Hongaars schaatser. Tussen 1989 en 1995 werd hij zes maal op rij Hongaars kampioen allround.

## Persoonlijke records
| Afstand      | Tijd     | Datum            | Baan       |
| ------------ | -------- | ---------------- | ---------- |
| 500 meter    | 39,38    | 17 januari 1992  | Heerenveen |
| 1000 meter   | 1.19,79  | 16 december 1993 | Hamar      |
| 1500 meter   | 2.01,64  | 8 januari 1994   | Hamar      |
| 3000 meter   | 4.27,35  | 11 maart 1992    | Heerenveen |
| 5000 meter   | 7.16,71  | 4 december 1993  | Hamar      |
| 10.000 meter | 15.51,32 | 2 februari 1994  | Boedapest  |

Zijn record op de 10.000 meter is tevens een nationaal record.

## Resultaten
| Jaar | EK Allround | WK Allround | WK Sprint | Wereldbeker                          | WK Junioren |
| ---- | ----------- | ----------- | --------- | ------------------------------------ | ----------- |
| 1988 |             | NC39        |           |                                      |             |
| 1989 |             |             |           |                                      | NC35        |
| 1990 |             |             |           |                                      |             |
| 1991 | NC26        | NC38        | 32e       |                                      |             |
| 1992 | NC27        |             | 25e       | 0p 500m 0p 1000m 0p 1500m            |             |
| 1993 |             |             |           | 0p 500m 0p 1000m 0p 1500m 0p 5/10 km |             |
| 1994 | NC27        |             |           | 0p 500m 0p 1000m 0p 1500m 0p 5/10 km |             |

NC# = niet gekwalificeerd voor de laatste afstand, maar wel als # geklasseerd in de eindrangschikking
0p = wel deelgenomen, maar geen punten behaald